# Gustaaf van Hoey
Gustaaf van Hoey   (Mechelen, 26 d'octubre de 1835 - Mechelen, 19 de gener de 1913) va ser un compositor i organista belga.
Era fill del pintor Jozef Ignace/Joseph Ignatius Jozef Van Hoey i Anna Theresia Keulemans.
Inicialment va rebre la seva formació musical a càrrec de l'antic mestre de Capèlla de la catedral de St. Rumbold a Malines. Els estudis de seguiment van tenir lloc al "Royal Conservatory" de Brussel·les, on va tenir com a company estudiant a Peter Benoit. També va escriure obres en aquell moment, algunes de les quals va participar en el concurs del "Prix de Rome". Finalment, guanyaria un segon premi parcial amb la cantata De wind (amb un llibret en neerlandès) el 1865, juntament amb Jan van den Eeden. Va fer un curs de paleografia amb François-Joseph Fétis (també director del conservatori de Brussel·les) per proporcionar posteriorment a les obres musicals medievals una notació musical moderna. Des del 1862 fins al 1898 va ser Kapellmeister/organista a l'església de Sant Pere, càrrec que ocuparia fins al 1898. També hi va arribar a ser director el 1868, càrrec que va ocupar fins al 1906. Va transformar l'escola de música en una institució més moderna incloent classes de música per a noies i impartint classes en flamenc. Els seus alumnes més importants van ser Jef Denijn (Van Hoey era amic del seu pare Adolf) i la soprano Berthe Seroen, que van actuar en el seu concert aniversari. A més d'aquest treball, Van Hoey també era un intèrpret de carilló aficionat.
Llista de treball: va escriure treballs en diversos gèneres, des d'obertures fins a motets, inclosos:
- Juif errant (1859)
- Agar dan le désert (1861)
- Rembert Dodoens (1862)
- Paul i Virginie (1863)
- El vent (1865)
- Les vacances d'un pintor (1865, òpera còmica)
- La Saint-Luc (1865, òpera còmica)
- El violí (1865, òpera còmica)
- Educació (1868)
- La creu d'honor (1868, òpera còmica)
- Leopold II (1875)
- Cantata de Verhaeghen (1883)
- Sonata for carillon (1897), una obra obligatòria per al carilló en el primer concurs internacional de carilló de Malines (va seguir una sonatina d'orgue).
- Homenatge a Van Beneden (1898)